# San Agustín (1768)
Pour les articles homonymes, voir San Agustin.
Le San Agustín est un navire de ligne espagnol de 74 canons construit au chantier royal de Guarnizo (en) et lancé en 1768.